# Circoniscus hamatus
Circoniscus hamatus är en kräftdjursart som beskrevs av Van Name 1936. Circoniscus hamatus ingår i släktet Circoniscus och familjen Scleropactidae. Inga underarter finns listade i Catalogue of Life.